# Phaenocarpa atlantica
Phaenocarpa atlantica är en stekelart som beskrevs av Arouca och Penteado-dias 2004. Phaenocarpa atlantica ingår i släktet Phaenocarpa och familjen bracksteklar. Inga underarter finns listade i Catalogue of Life.